# بنكسية كروية الثمار
بنكسية كروية الثمار (الاسم العلمي:Banksia sphaerocarpa) هي نوع نباتي يتبع جنس البنكسية من فصيلة البروطية.